# Jicsun (Csianghszi)
Jicsun (egyszerűsített kínai írással: 宜春市, pinjin: Yíchūn) prefektúra szintű város Kínában, Csianghszi tartományban. Lakosainak száma 5 007 702 fő (2020).

## Népesség
| 2018 | 5 573 200 |
| 2020 | 5 007 702 |